# Lupinus ccorilazensis
Lupinus ccorilazensis là một loài thực vật có hoa trong họ Đậu. Loài này được Vargas ex C. P. Smith miêu tả khoa học đầu tiên năm 1948.